# Mbuluzi
Mbuluzi (Umbeluzi) – rzeka w południowo-wschodniej Afryce, w Eswatini i Mozambiku.
Źródła rzeki znajdują się w Eswatini, na północny zachód od miasta Mbabane. Rzeka płynie w kierunku wschodnim, przekraczając granicę Mozambiku, aż do ujścia do Oceanu Indyjskiego, znajdującego się na zachód od Maputo.